# Tamaki Miura
Tamaki Miura (三浦 環, Miura Tamaki, 22 de febrer de 1884 – 26 de maig de 1946) fou una cantant d'òpera (soprano) japonesa que interpretà el personatge de Cio-Cio-San a l'òpera Madama Butterfly de Puccini. El seu nom original era Tamaki Shibata (柴田 環, Shibata Tamaki).
El seu pare fou Kumataro Shibata de Shimoasahina-mura, Shizuoka (Omaezaki), un dels primers notaris del Japó. Des de nena va demostrar talent per al koto i el tipus de cant nagauta que s'acompanya amb shamisen. Als 16 anys va entrar a l'Escola de Música de Tòquio, i debutà el 1903 amb Orfeu i Eurídice, la primera representació d'òpera occidental al país. El seu pare li va arreglar un matrimoni amb un metge militar anomenat Fujii Zenichi, del qual se'n va divorciar el 1907.
El 1913 es va casar en secret amb Masataro Miura, parent llunyà i estudiant de medicina. La parella va viure a Kakegawa i l'any següent es van mudar a Singapur i des d'allí a Alemanya. El 1915 van fugir a Londres a causa de la Primera Guerra Mundial, allí va escriure per una audició a Henry Wood, el qual la va presentar al Royal Albert Hall. Va ser escollida per primera vegada per interpretar Cio-Cio-San pel visionari director Vladímir Rózing, com a part de la temporada que va tenir lloc a l'Òpera de Londres entre maig i juny de 1915.
A la tardor de 1915, va actuar als Estats Units per primera vegada, en concret amb la Boston Opera Company a la ciutat de Chicago. També va cantar a Saint Louis (Missouri) l'octubre d'aquell mateix any. Els positius comentaris van conduir a noves actuacions, tant en Madama Butterfly com en Iris de Pietro Mascagni, a Nova York, San Francisco i Chicago, abans de tornar a Londres per treballar amb la companyia Beecham.

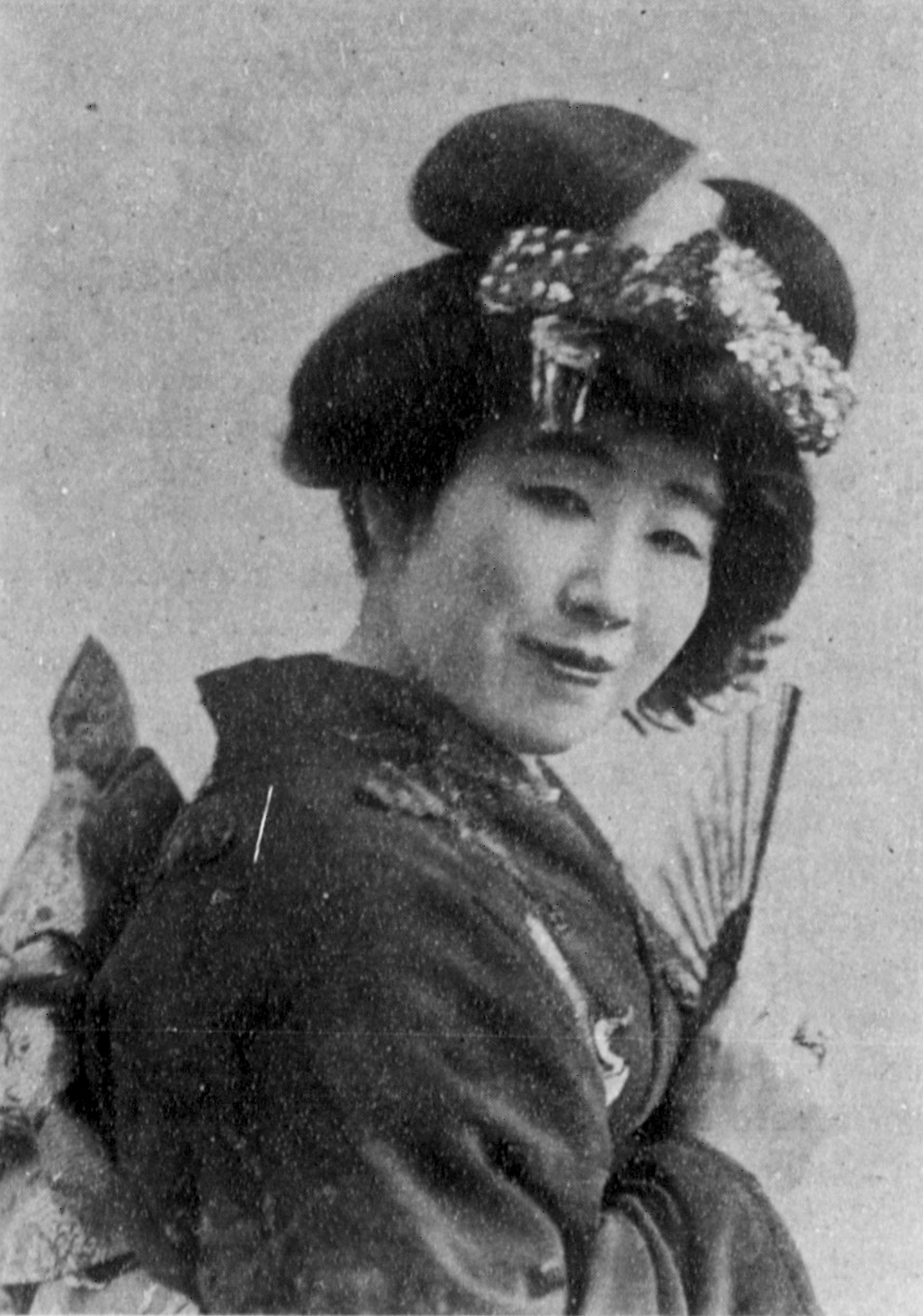
Representació de Cio-Cio-San a Madama Butterfly un 25 de març de 1916

El 1918 va tornar als Estats Units, on durant dues temporades va interpretar tant Madama Butterfly com Madame Chrysanthème d'André Messager. El 1920 va ser artista convidada en els teatres d'òpera de Montecarlo, Barcelona (temporada 1920-1921 del Liceu), Florència. Milà, Nàpols i Roma on va conèixer Giacomo Puccini, que li professava admiració, i on el va visitar a Torre del Lago.
En retornar al Japó, el 1922, va fer un concert a Nagasaki, ciutat en la qual va visitar els llocs on es desenvolupa Madama Butterfly.
El 1924 Miura va tornar novament als Estats Units per presentar-se amb la San Carlo Opera Company. Dos anys més tard va tornar a Chicago per interpretar el paper principal a Namiko-San d'Aldo Franchetti. va continuar participant en gires i el 1928 va oferir un recital al Carnegie Hall.
Al març de 1931 va actuar al Teatre Verdi de Pisa al costat del famós tenor Armando Bini, abans de tornar al Japó el 1932, després d'haver interpretat un total de 2,000 vegades Madama Butterfly en tota la seva carrera.
Va cantar en la primera representació de l'òpera de Puccini al Japó al Teatre Kabuki-za. El seu marit va tornar al Japó i va morir abans que ella hi tornés definitivament. Durant la Segona Guerra Mundial va ser evacuada amb la seva mare a la zona del Llac Yamanakako, Prefectura de Yamanashi. En finalitzar la guerra, va continuar cantant, però la seva salut es va deteriorar i va morir a l'hospital de la Universitat Imperial de Tòquio.
Una estàtua de Tamaki Miura caracteritzada com a Cio-Cio-San està ubicada, al costat de la de Puccini, al Jardí Glover de Nagasaki.
Des de 1996, se celebra la competició vocal que porta el seu nom a Shizuoka.